# Museo de Microminiaturas (Guadalest)

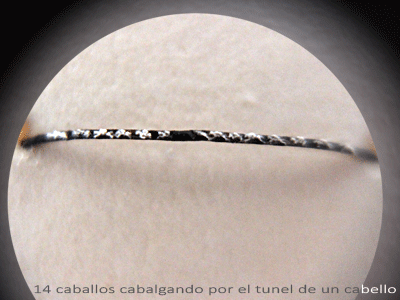
"14 caballos cabalgando por el túnel de un cabello"

El Museo de Microminiaturas está situado en el municipio de Guadalest (Provincia de Alicante, España). Este museo exhibe una colección de microesculturas y micropinturas de Manuel Ussà.
En este museo se puede contemplar una colección de miniaturas con lupas muy potentes. Entre las distintas miniaturas destacan:
- La Estatua de la Libertad dentro del ojo de una aguja.
- La Maja Desnuda de Goya pintada en el ala de una mosca.
- Un elefante modelado en los ojos de un mosquito.
- Un camello pasando por el ojo de una aguja.
- Los Fusilamientos de Goya pintados en un grano de arroz.